# Little Caesar (film)
Little Caesar är en amerikansk gangsterfilm från 1931 i regi av Mervyn LeRoy med Edward G. Robinson i huvudrollen. Filmen är baserad på W.R. Burnetts roman med samma namn från 1929.

## Handling
Caesar Enrico "Rico" Bandello flyttar tillsammans med vännen Joe Massaro till Chicago. Rico ansluter sig till gangstern Sam Vittoris gäng, ett av de två största gängen i staden. Det andra leds av "Little Arnie" Lorch. Joe vill bli dansare och får jobb som danspartner åt Olga Strassoff på Lorchs nattklubb.
Rico planerar och utför ett rån mot klubben och dödar kommissarie McClure som är gäst den natten. Efter det utmanar Rico Sam för ledarskapet över gänget och vinner. Lorch försöker döda Rico men misslyckas och blir utjagad ur staden. Kort därefter erbjuder Big Boy Rico att ta över "Diamond Pete" Montanas territorium och Rico börjar drömma om att själv bli ledare för underjorden istället för Big Boy.
Joe vill dock lämna gangsterlivet bakom sig men Rico klarar inte av att låta honom gå utan kräver att han ska lämna Olga. När Joe vägrar hotar han att döda henne och för att rädda dem båda beslutar sig Joe för att vittna. Rico tänker döda Joe för att hindra honom från att prata men kan inte förmå sig att skjuta honom. Efteråt flyr han från polisen och i hopp om att få Rico att avslöja sig berättar sergeant Flaherty för tidningarna att Rico var en fegis. Rico reagerar med att ringa till polisen och de spårar samtalet och han blir nedskjuten av dem.

## Medverkande
| Edward G. Robinson     | – Caesar Enrico "Rico" Bandello |
| Douglas Fairbanks, Jr. | – Joe Massara                   |
| Glenda Farrell         | – Olga Strassoff                |
| William Collier, Jr.   | – Antonio "Tony" Passa          |
| Sidney Blackmer        | – "Big Boy"                     |
| Ralph Ince             | – Peter "Diamond Pete" Montana  |
| Thomas E. Jackson      | – Thomas "Tom" Flaherty         |
| Stanley Fields         | – Sam Vettori                   |
| Maurice Black          | – "Little Arnie" Lorch          |
| George E. Stone        | – Otero                         |
| Armand Kaliz           | – DeVoss                        |
| Nick Bela              | – Ritz Colonna                  |